# Спортен комплекс Олимпийски
Спортен комплекс Олимпийски (на руски: Спорти́вный ко́мплекс „Олимпи́йский“) се намира в Москва, Русия, близо до центъра на града, на булевард „Проспект на мира“ („Проспект мира“).
Построен е за Летните олимпийски игри през 1980 г. на мястото на стадион „Буревестник“. Съдържа футболен стадион, плувен басейн, тенис кортове и ледена площадка. През 2009 в Олимпийски се провежда финалът на Евровизия.